# Frans van der Veen
Franciscus Christian „Frans“ van der Veen (* 25. März 1919 in Almelo; † 4. Mai 1975 ebenda) war ein niederländischer Fußballspieler.

## Karriere

### Verein
Der beidfüßige Stürmer van der Veen spielte ab 1936 in seiner Heimatstadt bei Heracles Almelo. Mit diesem Verein wurde er 1941 niederländischer Landesmeister. Im selben Jahr spielte er kurzzeitig für den Drittligisten HVV Hollandia aus Hoorn. 1942 zog er nach Venlo und spielte für den dortigen VVV.
1948 kehrte er zu Heracles zurück. Wegen einer Verletzung des Amateurstatuts erhielt er 1953 vom  Königlich Niederländischen Fußballbund (KNVB) eine zunächst fünfjährige Sperre, die Anfang 1954 auf ein Jahr reduziert wurde. Er umging einen Teil der Sperre, indem er für die Twente Profs aus Hengelo spielte, die dem am 20. Dezember 1953 gegründeten Nederlandse Beroeps Voetbal Bond (NBVB) angehörten. Nachdem sich KNVB und NBVB im November 1954 auf den Start eines gemeinsamen Wettbewerbs geeinigt hatten, wurde der NBVB-Wettbewerb beendet. Die Vereinbarung zwischen den Verbänden sah vor, dass die Twente Profs nur bei einer Fusion mit De Graafschap in die gemeinsame Eredivisie aufgenommen werden konnten. Dieser Zusammenschluss kam letztendlich nicht zustande, und einige Spieler der Twente Profs, darunter auch van der Veen, gingen nach Doetinchem. Hier beendete Frans van der Veen 1955 seine aktive Laufbahn.

### Nationalmannschaft
Bei der Weltmeisterschaft 1938 in Frankreich stand er im Aufgebot der Niederlande und war Teil der Mannschaft, die im Achtelfinale durch eine 0:3-Niederlage nach Verlängerung gegen die Tschechoslowakei ausschied.
Zwischen 1938 und 1940 bestritt van der Veen acht Länderspiele für die Niederlande, in denen er ein Tor erzielte.